# Fiesta de Los Palomos (Badajoz)
La Fiesta de Los Palomos (también referenciado como L@s Palom@s), conocida en sus primeras ediciones como Caravana de Palomos, es una popular fiesta que se celebra en la ciudad de Badajoz (España), desde 2011, en favor de la igualdad y la diversidad del colectivo LGTBI, teniendo como centro neurálgico de la fiesta el entorno comprendido entre la Alcazaba, la Plaza Alta y las Puerta y Puente de Palmas con sus vistas desde el Guadiana, junto al recinto amurallado, en el Casco Antiguo de Badajoz.
La Caravana de Palomos fue una iniciativa del programa de televisión español El Intermedio, como reacción a unas declaraciones del alcalde de Badajoz, Miguel Celdrán, en las que insultó a todos los homosexuales diciendo que en la ciudad no había «palomos cojos» porque los echaban de ahí. El Gran Wyoming, presentador de El Intermedio, propuso organizar una caravana de palomos cojos y llevar a la ciudad al mayor número posible de gais, lesbianas, bisexuales y transexuales. Esta caravana tuvo lugar finalmente el sábado 9 de abril de 2011 y acudieron más de 10 000 personas al evento en la Plaza Alta de Badajoz. Desde entonces, y organizado por Fundación Triángulo de Extremadura (que tomó el testigo de El Intermedio), con el respaldo de las instituciones, esta fiesta se celebra de forma anual en Badajoz, siendo una de las fiestas más multitudinarias de Extremadura, acogiendo a personas de diferentes puntos del ámbito nacional, siendo L@s Palom@s todo un referente y un símbolo en favor del colectivo.
En 2023 fue declarada Fiesta de Interés Turístico Regional por el Consejo Regional de Turismo del gobierno de Extremadura.

## Antecedentes

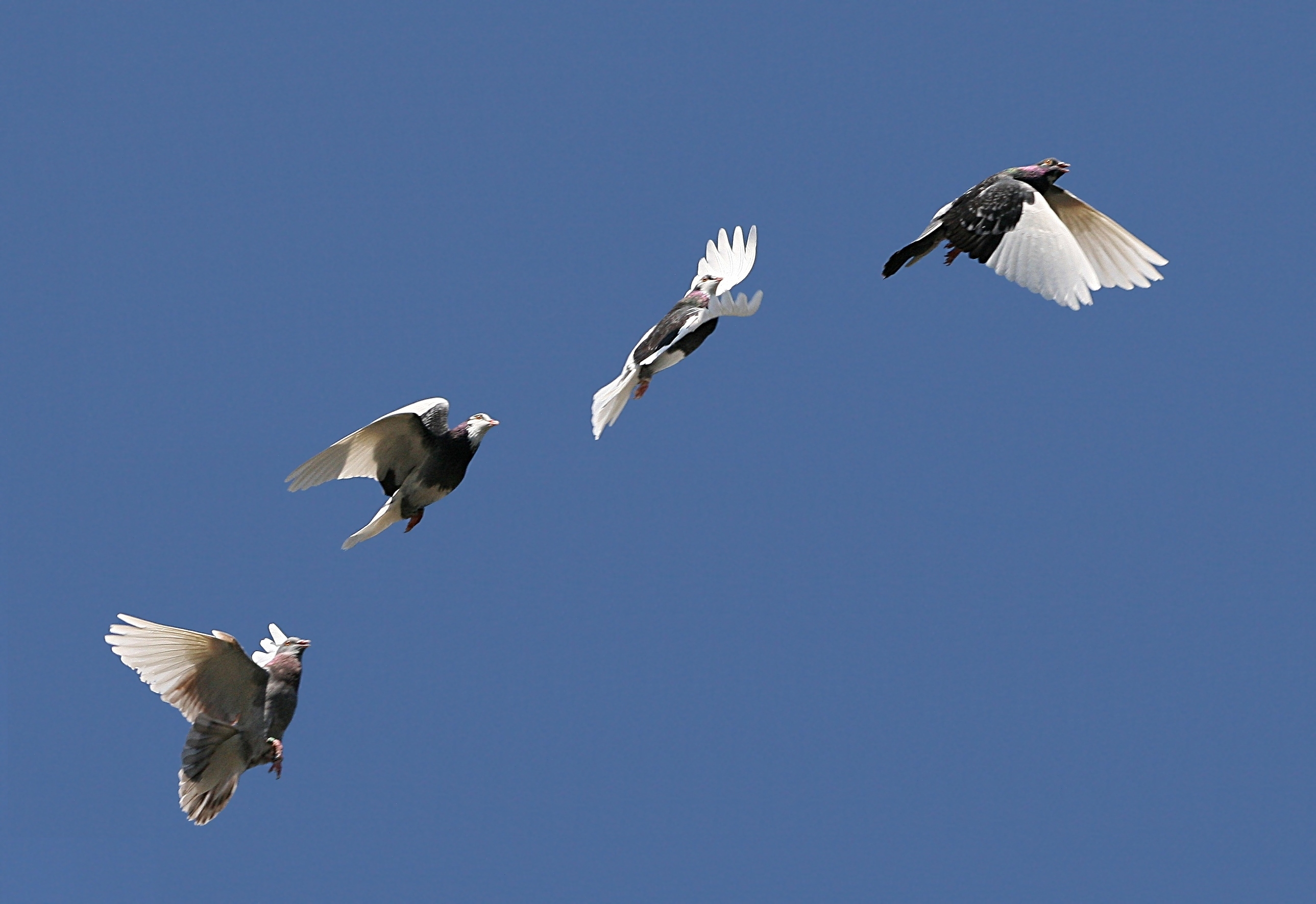
Palomo cojo es una expresión eufemística para aludir a los gais. Su uso es muy popular en España y ha dado título a una novela de Eduardo Mendicutti y a su correspondiente adaptación cinematográfica.

En el programa de la radio COPE Las mañanas de la Cope, presentado por Ernesto Sáenz de Buruaga, uno de los contertulios, Luis del Val, hizo referencia a la afición del alcalde de Badajoz por la cría de palomas, haciendo un juego de palabras con la expresión palomos cojos, jerga que hace referencia despectivamente a los homosexuales. El alcalde Miguel Celdrán dijo textualmente:

«Aquí normalmente los palomos cojos los echamos para otro lado, depende de qué lado cojeen. Pero normalmente los echamos para otro lado. Aquí gracias a Dios estamos todos muy sanos. Bien lo ha dicho Ernesto, esta tierra es sana y fuerte».

Estas declaraciones causaron malestar en los colectivos LGBT, y el alcalde se reunió con representantes de la Fundación Triángulo para disculparse tanto con ellos como públicamente. En el pleno del Ayuntamiento, IU elevó una moción solicitando otra rectificación. El Grupo Municipal Socialista tachó de «muy desafortunadas» las declaraciones del alcalde, y le emplazó a evitar en lo sucesivo «chascarrillos homófobos y sexistas».

## Iniciativa deEl Intermedio
El 1 de marzo de 2011 el programa El Intermedio desveló su intención de organizar una caravana de palomos cojos con destino a Badajoz, en protesta por las declaraciones de su alcalde y a favor de la tolerancia con el colectivo homosexual. En el vídeo promocional el presentador El Gran Wyoming apareció vestido de jefe indio exhortando a la gente a acudir a Badajoz, concluyendo con la frase «Coge tus plumas y ven. Si los árabes han podido rebelarse, ¿por qué los palomos cojos no?». Al conocerse la iniciativa, hubo diversas reacciones. Por un lado, el portavoz de Izquierda Unida Manuel Sosa advirtió que podría «ser muy negativo si fuera una cosa frívola, una cosa de exposición. De decir que esto se va a llenar de 'locas', que se me entienda lo que quiero decir, a lo mejor es algo negativo. Pero si sirve para decir a los cargos públicos que usted tiene que ser más respetuoso con lo diverso…, si sirve para eso, tiene que ser muy positivo»; al día siguiente de efectuar estas declaraciones, Sosa se disculpó. Por su parte, el alcalde de Badajoz dijo que «Bienvenidos sean todos los que quieran» sumarse a la caravana de palomos, «ojalá y todos los domingos vinieran 500 personas. La alegría para los hoteles sería tremendísima».
Además de proporcionar autobuses para llevar a los «palomos cojos» desde Madrid hasta Badajoz, El Intermedio contactó con el Ayuntamiento de Badajoz para el uso de la Plaza de España el sábado 26 de marzo de 2011; sin embargo, por miedo a las posibles lluvias, se trasladó la fecha al sábado 9 de abril de 2011. El Intermedio anunció además que se realizaría un concierto a las 20 h en la Plaza Alta, con la intervención especial del cantante Falete.

## Ediciones

### Primera edición (2011)
Tras varias semanas anunciando el evento en El Intermedio y diversas redes sociales, el sábado 9 de abril de 2011 dos autobuses, dirigidos por Thais Villas y con un centenar de público del programa, partieron desde Madrid rumbo a Badajoz. El recibimiento a la "Caravana de Palomos" en Badajoz fue espectacular, al haberse congregado más de 10 000 personas en la ciudad. Una vez en el escenario de la plaza, Thais Villas se unió a las otras copresentadoras del programa, Beatriz Montañez y Usun Yun. Wyoming no pudo asistir, pero mandó un vídeo ambientado en el futuro que fue proyectado. Beatriz Montañez leyó un manifiesto a favor de la tolerancia sexual, agradeció la masiva participación de la gente y exigió respeto «a aquellos que nos representan y a los que les pagamos el sueldo», en alusión al alcalde. Durante varias horas hubo música y bailes, y el broche final lo puso la actuación del cantante Falete. Ante el gran éxito de la iniciativa, la Fundación Triángulo Extremadura anunció que promovería que la caravana de palomos cojos fuera una cita anual, y así se lo ha hecho saber al Ayuntamiento de Badajoz.
El Movimiento Pica Pica, un grupo dedicado a las canciones de baile con temática social, lanza un tema con el mismo nombre del evento (Caravana de Palomos), convirtiéndose pronto la canción en un icono de la libertad sexual y del denominado "orgullo gay pacense".

### Segunda edición (2012)
La segunda edición se celebró el 5 de mayo de 2012, y contó con la actuación de la cantante extremeña Soraya.
Protección civil afirmó que las cifras de personas que acudieron al evento fueron aproximadamente entre unas 9000 y 13 000 personas.
Además, este año contó con la presencia personal de El Gran Wyoming, el presentador del programa El Intermedio, quien hizo un discurso humorístico en contra de la homofobia.
Organizada esta segunda edición por Fundación Triángulo con el apoyo del programa El Intermedio, de La Sexta. Eso sí, a petición de Cocemfe (la confederación de asociaciones de personas con discapacidad física) este año desaparecería la palabra “cojos” de la denominación oficial.

### Tercera edición (2013)
La tercera edición se celebró el 4 de mayo de 2013, y, siguiendo con la costumbre de la anterior edición de contar con artistas extremeños, contó con la cantante Bebe.
En esta ocasión, y por primera vez, no contó con la colaboración íntegra por parte de El intermedio, pero sí que colaboró en su promoción.
Las cifras de personas que asistieron fueron unas 16 000 personas aproximadamente.
Después de que se celebrara esta edición de la fiesta, el Ayuntamiento aseguró que tomaría medidas para el año que viene, y que, por tanto, la fiesta no se celebraría en ningún lugar del Casco Antiguo, sino que tendría que trasladarse al Recinto Feria, ya que es el único lugar preparado para tal número de personas.
Por otro lado, la organizadora, Fundación Triángulo Extremadura, aseguró que «no organiza fiestas fuera de la zona centro de Badajoz».

### Cuarta edición (2014)
En el año 2014 la fiesta se celebró el 17 de mayo, coincidiendo con el Día Internacional contra la Homofobia y la Transfobia y contó con aproximadamente 20 000 personas. Por primera vez en la historia de la fiesta se dividió el evento en dos escenarios. El acto principal se trasladó de la Plaza Alta (donde se celebró en las pasadas ediciones) a la Alcazaba de Badajoz. Puerta de Palmas fue el segundo escenario, que acogió el concierto de Carlos Jean entre otros. En la Alcazaba los cabeza de cartel fueron Nancys Rubias, Edurne y Melech Mechaya; los días previos se pudieron ver en la ciudad diversas exposiciones y obras teatrales relacionadas con la temática, como ClímaX o Cuando fuimos dos. En la Plaza Alta, por otro lado, se celebraron diversas actividades.
Como dato hay que mencionar un mástil sobre el que se alzaba la bandera LGTB, que se instaló en Puerta de Palmas y luces LED (inauguradas en otoño de 2013) que iluminaron la Plaza Alta entre otros escenarios con llamativos colores.

### Quinta edición (2015)
La quinta edición se celebró el 25 de abril de 2015 contando con unas 25 000 personas aproximadamente. Como novedades la fiesta tuvo la polémica de no permitir realizar botellón, ni la entrada a menores no acompañados en el recinto de la Alcazaba, donde se celebraron los conciertos de los cantantes más reconocidos (Soraya Arenelas y Marta Sánchez). El dispositivo de seguridad contó con perros antidroga y policías de paisano, siendo uno de los más fuertes (si no el que más) hasta ahora desplegado. También se instaló un dispositivo de la Cruz Roja en ambos escenarios.
El recinto de Puerta Palmas fue el que más público acogió debido a la nueva normativa. En él, se celebraron los conciertos de La Terremoto de Alcorcón y Dami Beneyto.
Al igual que el anterior año, se realizaron proyecciones de películas de temática LGTB y exposiciones los días previos y posteriores a la fiesta. Por la mañana del sábado, la Plaza Alta recogió actividades infantiles y campañas de concienciación sobre el VIH, entre otras.
En la decoración, llamó la atención un movimiento artístico callejero llamado «urban kniting», que trató de exponer piezas realizadas de ganchillo en la Plaza de España.
Además de esto, el sistema de luces LED ambientó la Plaza Alta con los colores del arcoíris.
Los detalles más vistosos en las proximidades de la fiesta los pusieron los locales: tiendas y bares colgaron infinidad de banderas LGTB por la ciudad, haciéndose imposible no encontrar alguna en las calles más céntricas.
Por otro lado, la asociación de comerciantes de Menacho llenó algunas calles con globos de colores.

### Sexta edición (2016)
En la sexta edición se celebró entre el 11 y el 21 de mayo de 2016, rindiéndole un homenaje al conocido activista LGBT Shangay Lily, fallecido el 11 de abril de ese mismo año, albergando unas 30 000 personas.
En esta ocasión no se buscó un artista central, sino que se apostó por una edición más coral y diversificada: DJ Tokyo, Amparo Sánchez, DJ Guille MilkyWay, Fundación Tony Manero y '¡Que trabaje Rita!', cuyas actuaciones tuvieron lugar en la Alcazaba. En Puerta Palmas conciertos de la mano de DJ L’Espiral & Mizar DJ, a quien seguirán DSD DJ SET (dj + percusión + violín), Sofía Cristo DJ, DJ Chechu y DJ Neixom

### Séptima edición (2017)

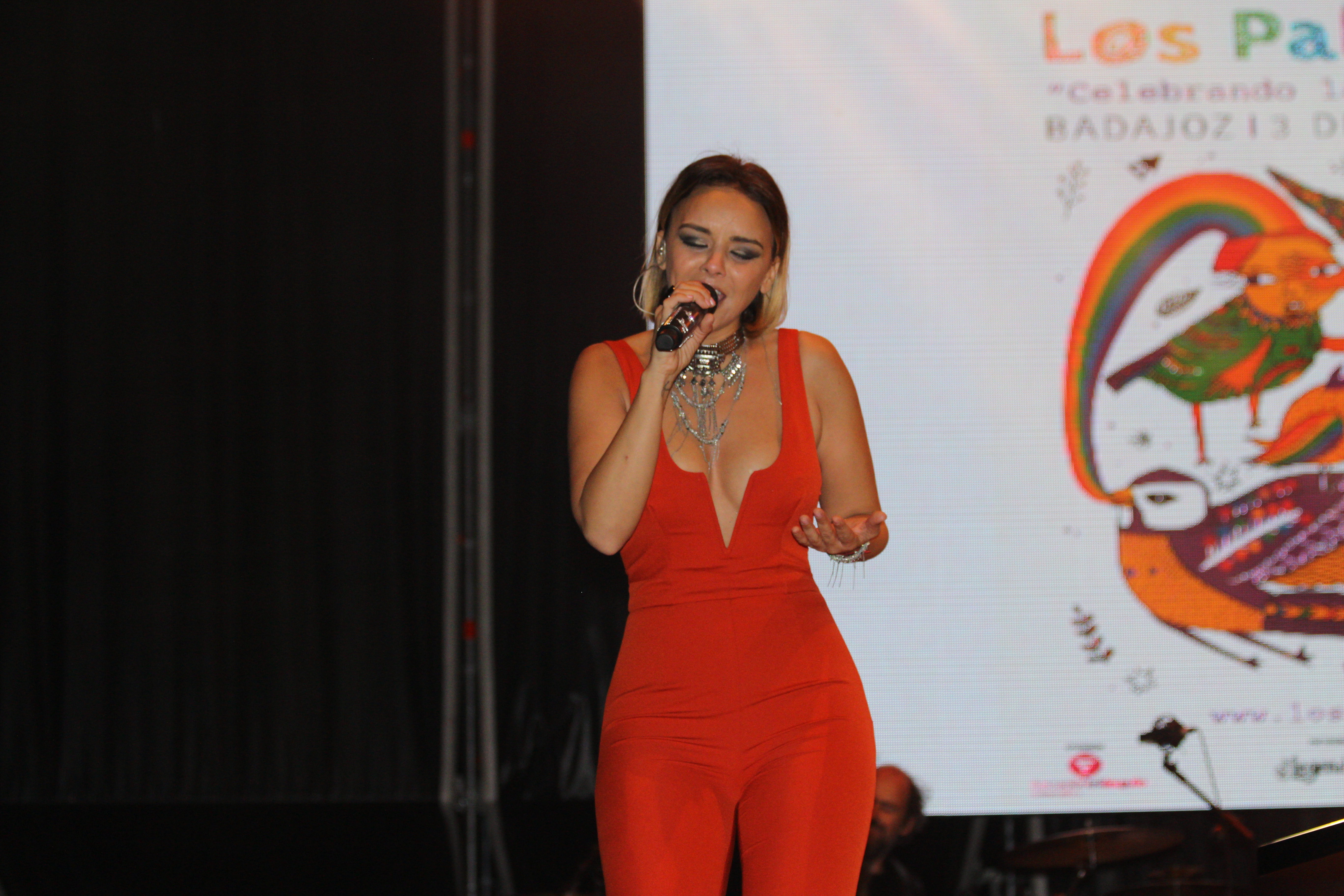
Chenoa actuando en Los Palomos.

Comenzó el 3 de junio de 2017, aunque el programa arrancó el 17 de mayo, con motivo del Día Internacional contra la Homofobia y la Transfobia.
Albergó a unas 30 000 personas, y contó con las actuaciones estelares de Chenoa y Azúcar Moreno, entre otros eventos y conciertos.